# IC 4155
IC 4155 ist ein Stern im Sternbild Canes Venatici am Nordsternhimmel, die der Astronom Max Wolf am 21. März 1903 fälschlich als IC-Objekt  beschrieb.